# Спрощена англійська
Спрощена англійська (англ. Special English або англ. Learning English) — це контрольована, спрощена версія англійської мови, вперше використана 19 жовтня 1959 року «Голосом Америки» і використовується ним і понині. Подача інформації в новинах й передачах відбувається на третину повільніше, аніж звичайно. Також у спрощеній англійській використовується обмежена кількість слів — близько 1500. Уникається використання ідіом. Спрощена англійська призначена для слухачів, які володіють англійською на середньому або просунутому рівні. З 1962 році Голос Америки публікує «Word Book» (словник спрощеної англійської мови)

## Альтернативні варіанти
Спеціалізована англійська (англ. Specialized English) - варіація спрощенної англійської мови (подібний до спрощеної англійської словниковий запас, та швидкість трансляції програм не перевищує 90 слів на хвилину), була вперше застосована компанією Feba Radio з Великої Британії, проте згодом ця компанія припинила безпосередню участь у проєкті. Програми спеціалізованою англійською зараз випускаються переважно в межах проєкту «Spotlight», який широко транслюється у більш ніж шістдесяти точках світу.